# This Is How We Do
«This Is How We Do» —en español: «Así es como lo hacemos»— es una canción interpretada por la cantante y compositora estadounidense Katy Perry, incluida en su tercer álbum de estudio Prism, de 2013. Fue lanzada el 11 de agosto de 2014 para descarga digital a través de iTunes, luego de que la intérprete lo anunciara vía Twitter. Recibió en su mayoría reseñas mixtas de los críticos de música. Algunos de ellos la compararon con «California Gurls» y «Last Friday Night (T.G.I.F.)». En su semana debut alcanzó el número 88 en Canadá y en los Estados Unidos, mientras que en Nueva Zelanda logró llegar el top 20 de sus listas.

## Video musical
El vídeo musical de «This Is How We Do» fue dirigido por el cineasta neozelandés Joel Kefali; y producido durante tres días en un estudio de grabación en Los Ángeles. El 31 de julio fue publicado en la cuenta VEVO de la cantante.
A enero de 2022 el video oficial junto al video de letra y el detrás de las escenas sobrepasan las 778 millones de reproducciones.

## Descarga digital

### Lista de canciones
- Descarga digital (remix)

1. «This Is How We Do» (con Riff Raff) – 3:24

## Posicionamiento en listas

### Listas semanales
| Lista (2014)                                | Mejor posición |
| ------------------------------------------- | -------------- |
| Alemania (Offizielle Deutsche Charts)       | 34             |
| Argentina (Los 40)                          | 13             |
| Australia (ARIA)                            | 18             |
| Austria (Ö3 Austria Top 40)                 | 14             |
| Bélgica (Flandes) (Ultratip Bubbling Under) | 36             |
| Bélgica (Valonia) (Ultratip Bubbling Under) | 37             |
| Canadá (Canadian Hot 100)                   | 9              |
| Corea del Sur (Gaon International Chart)    | 73             |
| Eslovaquia (Rádio Top 100)                  | 28             |
| Estados Unidos (Billboard Hot 100)          | 24             |
| Estados Unidos (Hot Dance Club Songs)       | 1              |
| Estados Unidos (Mainstream Top 40)          | 15             |
| Estados Unidos (Adult Top 40)               | 22             |
| Francia (SNEP)                              | 41             |
| Irlanda (IRMA)                              | 31             |
| Israel (Media Forest TV Airplay)            | 3              |
| Nueva Zelanda (Recorded Music NZ)           | 13             |
| Países Bajos (Dutch Top 40)                 | 14             |
| Países Bajos (Mega Single Top 100)          | 20             |
| Reino Unido (UK Singles Chart)              | 33             |
| República Checa (Rádio Top 100)             | 27             |
| República Checa (Singles Digitál Top 100)   | 12             |
| Suecia (Sverigetopplistan)                  | 26             |

## Certificaciones
| País           | Organismo certificador | Certificación | Ventas certificadas | Ref.   |
| -------------- | ---------------------- | ------------- | ------------------- | ------ |
| Australia      | ARIA                   | Platino       | 70 000              | [ 39 ] |
| Canadá         | CRIA                   | Platino       | 80 000              | [ 40 ] |
| Dinamarca      | IFPI — Dinamarca       | Oro           | 30 000              | [ 41 ] |
| Estados Unidos | RIAA                   | Platino       | 1 000 000           | [ 42 ] |
| Italia         | FIMI                   | Oro           | 25 000              | [ 43 ] |
| Noruega        | IFPI — Noruega         | Platino       | 10 000              | [ 44 ] |
| Reino Unido    | BPI                    | Plata         | 200 000             | [ 45 ] |
| Suecia         | IFPI — Suecia          | Platino       | 40 000              | [ 46 ] |

## Historial de lanzamiento
| País           | Fecha                   | Formato                                | Discográfica    |
| -------------- | ----------------------- | -------------------------------------- | --------------- |
| Estados Unidos | 11 de agosto de 2014    | Hot adult contemporary radio           | Capitol Records |
| Estados Unidos | 11 de agosto de 2014    | Rhythmic contemporary radio            | Capitol Records |
| Estados Unidos | 12 de agosto de 2014    | Contemporary hit radio                 | Capitol Records |
| Reino Unido    | 14 de agosto de 2014    | Contemporary hit radio                 | Capitol Records |
| Finlandia      | 25 de agosto de 2014    | Descarga digital (remix con Riff Raff) | Capitol Records |
| Alemania       | 25 de agosto de 2014    | Descarga digital (remix con Riff Raff) | Capitol Records |
| Estados Unidos | 25 de agosto de 2014    | Descarga digital (remix con Riff Raff) | Capitol Records |
| Italia         | 5 de septiembre de 2014 | Contemporary hit radio                 | Capitol Records |